# Carbamazepine
Carbamazepine (CBZ), được bán dưới tên thương mại Tegretol, cùng một số tên thương mại khác, là một loại thuốc được sử dụng chủ yếu trong điều trị bệnh động kinh và đau liên quan đến thần kinh. Thuốc này sẽ không hiệu quả đối với động kinh lặng người hoặc co giật cơ tim. Chúng có thể được sử dụng trong trường hợp tâm thần phân liệt cùng với các loại thuốc khác và là tuyến điều trị thứ hai cho bệnh rối loạn lưỡng cực. Carbamazepine có vẻ hoạt động tốt như phenytoin và valproate..
Các tác dụng phụ thường gặp bao gồm buồn nôn và buồn ngủ. Tác dụng phụ nghiêm trọng hơn có thể có như phát ban da, giảm chức năng tủy xương, suy nghĩ tự tử hoặc nhầm lẫn. Thuốc này không nên được sử dụng ở những người có tiền sử về các vấn đề về tủy xương. Sử dụng trong khi mang thai có thể gây hại cho em bé; tuy nhiên, việc ngưng thuốc ở phụ nữ mang thai bị co giật là không nên. Không nên sử dụng thuốc này trong thời gian cho con bú. Những người có vấn đề về thận hoặc gan cần thận trọng khi dùng thuốc.
Carbamazepine được phát hiện vào năm 1953 bởi nhà hóa học người Thụy Sĩ Walter Schindler. Chúng được đưa ra thị trường vào năm 1962. Carbamazepine có sẵn dưới dạng thuốc gốc. Nó nằm trong danh sách các thuốc thiết yếu của Tổ chức Y tế Thế giới, tức là nhóm các loại thuốc hiệu quả và an toàn nhất cần thiết trong một hệ thống y tế. Chi phí bán buôn ở các nước đang phát triển là từ 0,01 đến 0,07 USD mỗi liều tính đến năm 2014.